# The Art of the Metaobject Protocol
The Art of the Metaobject Protocol je knjiga koju su napisali Gregor Kiczales, Jim des Rivieres i Daniel G. Bobrow o metaobjektnom protokolu. Sastoji se od objašnjenja što je metaobjektni protokol, zašto bi ga itko uopće želio, i de facto je standard o metaobjektnom protokolu kojeg podržavaju mnoge implementacije Common Lispa.